# Vlag van Veenwoudsterwal

Vlag van Veenwoudsterwal

De vlag van Veenwoudsterwal is de dorpsvlag van het Nederlandse dorp Veenwoudsterwal, in de Friese gemeenten Dantumadeel en Tietjerksteradeel. De vlag werd in 2013 in gebruik genomen. De vlag bestaat uit vijf horizontale banen van groen, rood, blauw, rood en groen in de verhouding 8:1:7:1:8. In het midden van de vlag is een geel blad afgebeeld met rode bladschijf, zwart omlijnd. De vlag is afgeleid op het dorpswapen.

## Zie ook

Wapen van Veenwoudsterwal